# Épisodes de Ghost Story
Cet article présente les vingt-trois épisodes de la série télévisée américaine Ghost Story (Ghost Story).

## Distribution

### Acteurs principaux
- Sebastian Cabot : Winston Essex (épisodes 1 à 14)

### Acteurs invités
- David Birney : John Travis (épisode 1)
- Barbara Parkins : Eileen Travis (épisode 1)
- Sam Jaffe : De Witt (épisode 1)
- Jeanette Nolan : Madame Ramsey (épisode 1)
- Jason Robards : Elliot Brent (épisode 2)
- Stella Stevens : Joanna Brent (épisode 2)
- Jack Kelly : Motocycliste (épisode 2)
- John McLiam : Titus Paul (épisode 2)
- Stuart Whitman : Ed Lucas (épisode 3)
- Gena Rowlands : Kate Lucas (épisode 3)
- Walter Burke : Daniel (épisode 3)
- Lloyd Gough : Le docteur (épisode 3)
- James Franciscus : Paul Dover (épisode 4)
- Elizabeth Ashley : Karen Dover (épisode 4)
- Jeremy Slate : Rafe Norris (épisode 4)
- Meg Foster : Julie Barnes (épisode 4) / Penny Wiseman (épisode 21)
- Karen Black : Barbara Sanders (épisode 5)
- Michael Tolan : Keith Newton (épisode 5)
- Kaz Garas : Phil Briggs (épisode 5)
- Skip Homeier : Steve (épisode 5)
- Carolyn Jones : Martha Alcott (épisode 6)
- Steve Forrest : Andrew Alcott (épisode 6)
- William Windom : Charlie Pender (épisode 6)
- Regis Toomey : Sam Streeter (épisode 6)
- Helen Hayes : Mademoiselle Gilden (épisode 7)
- Charles Aidman : Jack Cameron (épisode 7)
- Collin Wilcox Paxton : Molly Cameron (épisode 7)
- Phyllis Love : Joan Howard (épisode 7)
- Pamela Franklin : Lisa / Christina Burgess (épisode 8)
- Eleanor Parker : Paula Burgess (épisode 8)
- Signe Hasso : Madame Eliscu (épisode 8)
- Andrew Duggan : Jeremy (épisode 8)
- Melvyn Douglas : Grand Pa (épisode 9)
- Richard Mulligan : Tom (épisode 9)
- Jodie Foster : Judy (épisode 9)
- Mildred Dunnock : Madame Rule (épisode 9)
- Doug McClure : Dan Hollis (épisode 10)
- Mariette Hartley : Sheila Conway (épisode 10)
- Jackie Cooper : Dumpy Doyle (épisode 10)
- Donald Barry : Le premier cowboy (épisode 10) / Charlie Durham (épisode 20)
- Mike Farrell : Frank Simmons (épisode 11)
- Arthur O'Connell : Chef Owen Huston (épisode 11)
- Sheila Larken : Marne Simmons (épisode 11) / Holly Brown (épisode 23)
- John Milford : Lieutenant Thorpe (épisode 11)
- Heather North : Dana Evans (épisode 11)
- Geraldine Page : Hattie (épisode 12)
- Rip Torn : Jonathon (épisode 12)
- Stacy Harris : James Dillon (épisode 12)
- Angie Dickinson : Carol Finney (épisode 13)
- John Ireland : Arthur Mundy (épisode 13)
- Madlyn Rhue : Georgia Strauss (épisode 13)
- Mary Murphy : Maggie Mundy (épisode 13)
- Robert Donner : Ralph (épisode 13)
- Patricia Neal : Ellen Alexander (épisode 14)
- Craig Stevens : Brett (épisode 14)
- Alice Ghostley : Betty Carter (épisode 14)
- Janet Leigh : Carol (épisode 15)
- Rory Calhoun : Larry (épisode 15)
- Gene Nelson : Steve (épisode 15)
- Kim Darby : Cindy (épisode 16)
- Martin Sheen : Frank (épisode 16)
- Frank Converse : Sam Richards (épisode 17)
- Joan Blackman : Ellen Parrish (épisode 17)
- Tim McIntire : Jake Freeman (épisode 17)
- Tyne Daly : Anna Freeman (épisode 17)
- Brooke Bundy : Holly McCory (épisode 17)
- Barry Nelson : Jim (épisode 18)
- Susan Dey : Peggy (épisode 18)
- Henry Jones : Truthers (épisode 18)
- Leif Garrett : Robert (épisode 18)
- Shirley Knight : Beth (épisode 19)
- Neva Patterson : Mary (épisode 19)
- Jon Cypher : Keith (épisode 19)
- Kathryn Hays : Janet (épisode 19)
- Patty Duke : Linda Colby (épisode 20)
- John Astin : Fred Colby (épisode 20)
- Paul Picerni : Docteur Richardson (épisode 20)
- Don Knight : Docteur Philip Pritchard (épisode 21)
- Alex Rocco : Joseph Moretti (épisode 21)
- Tab Hunter : Bob Herrick (épisode 22)
- Gary Conway : John Walsh (épisode 22)
- Pat Harrington Jr. : Mark Riceman (épisode 22)
- Paul Winchell : Monsieur Carlson (épisode 22)
- Darwin Joston : Danny Ferro (épisode 22)
- David Soul : James Barlow (épisode 23)

## Épisodes

### Début de saison (1972):Ghost Story

#### Épisode 1:The New House
- États-Unis : 17 mars 1972 sur NBC

- David Birney (John Travis)
- Barbara Parkins (Eileen Travis)
- Sam Jaffe (De Witt)
- Jeanette Nolan (Madame Ramsey)
- Allyn Ann McLerie (Mademoiselle Tate)
- Caitlin Wyles (Thomasina Barros)
- Ivor Francis (Le prêtre)
- John Garwood (Sergent Booth)

#### Épisode 2:The Dead We Leave Behind
- États-Unis : 15 septembre 1972 sur NBC

- Jason Robards (Elliot Brent)
- Stella Stevens (Joanna Brent)
- Jack Kelly (Motocycliste)
- John McLiam (Titus Paul)
- Skip Ward (Tommy Harper)
- Nathaniel Burr Smidt (Jud)

#### Épisode 3:The Concrete Captain
- États-Unis : 22 septembre 1972 sur NBC

- Stuart Whitman (Ed Lucas)
- Gena Rowlands (Kate Lucas)
- Walter Burke (Daniel)
- Eugenia Stewart (Katherine Harker)
- Glenn R. Wilder (Capitaine Jonathan Harker)
- Lloyd Gough (Le docteur)

#### Épisode 4:At the Cradle Foot
- États-Unis : 29 septembre 1972 sur NBC

- James Franciscus (Paul Dover)
- Elizabeth Ashley (Karen Dover)
- Jeremy Slate (Rafe Norris)
- Meg Foster (Julie Barnes)
- Lori Busk (Emily Dover enfant)
- Lisa James (Emily Dover adulte)
- George McCallister (Rafe Norris Jr.)
- Karl Swenson (Ed Barnes)
- Judson Pratt (Le juge)

#### Épisode 5:Bad Connection
- États-Unis : 6 octobre 1972 sur NBC

- Karen Black (Barbara Sanders)
- Michael Tolan (Keith Newton)
- Kaz Garas (Phil Briggs)
- James A. Watson Jr. (Sergent Appleton)
- Sandra Deel (Angie)
- Skip Homeier (Steve)
- Ellen Geer (Marian)
- Med Flory (Ed Talbot)
- Curt Conway (Monsieur Prescott)
- Florida Friebus (Madame Prescott)
- Larry Fleischman (Le garçon du journal)

#### Épisode 6:The Summer House
- États-Unis : 13 octobre 1972 sur NBC

- Carolyn Jones (Martha Alcott)
- Steve Forrest (Andrew Alcott)
- William Windom (Charlie Pender)
- Regis Toomey (Sam Streeter)
- Robert Mandan (Walter Jerrold)
- Darlene Conley (Ruth Jerrold)

#### Épisode 7:Alter-Ego
- États-Unis : 27 octobre 1972 sur NBC

- Helen Hayes (Mademoiselle Gilden)
- Charles Aidman (Jack Cameron)
- Gene Andrusco (Davey)
- Collin Wilcox Paxton (Molly Cameron)
- Geoffrey Horne (Monsieur Harkness)
- Phyllis Love (Joan Howard)
- Janet MacLachlan (Madame Dillon)
- Michael-James Wixted (Bobby Cameron)

#### Épisode 8:Half a Death
- États-Unis : 3 novembre 1972 sur NBC

- Pamela Franklin (Lisa Burgess / Christina Burgess)
- Eleanor Parker (Paula Burgess)
- Signe Hasso (Madame Eliscu)
- Stephen Brooks (Ethan)
- Andrew Duggan (Jeremy)
- Taylor Lacher (Charlie Eliscu)
- Tod Andrews (Andrew Burgess)

#### Épisode 9:House of Evil
- États-Unis : 10 novembre 1972 sur NBC

- Melvyn Douglas (Grand Pa)
- Richard Mulligan (Tom)
- Jodie Foster (Judy)
- Mildred Dunnock (Madame Rule)
- Joan Hotchkis (Fran)
- Alan Fudge (Docteur Parker)
- Brad Savage (Kevin)

#### Épisode 10:Cry of the Cat
- États-Unis : 24 novembre 1972 sur NBC

- Doug McClure (Dan Hollis)
- Lauri Peters (Mariah Hollis)
- Mariette Hartley (Sheila Conway)
- Jackie Cooper (Dumpy Doyle)
- Don Red Barry (Le premier cowboy)
- Clint Ritchie (Le second cowboy)
- Richard Benedict (Monsieur Parker)
- Hanna Hertelendy (Madame King)

#### Épisode 11:Elegy for a Vampire
- États-Unis : 1er décembre 1972 sur NBC

- Hal Linden (David Wells)
- Marlyn Mason (Laura Benton)
- Mike Farrell (Frank Simmons)
- Arthur O'Connell (Chef Owen Huston)
- Sheila Larken (Marne Simmons)
- John Milford (Lieutenant Thorpe)
- Susan Foster (Fern)
- Heather North (Dana Evans)

#### Épisode 12:Touch of Madness
- États-Unis : 8 décembre 1972 sur NBC

- Geraldine Page (Hattie)
- Rip Torn (Jonathon)
- Lynn Loring (Janet)
- Richard Angarola (Gray)
- Stacy Harris (James Dillon)
- Jan Clayton (La mère de Janet)
- George Wallace (Le Shérif)
- Michael Bell (Harry Collins)

#### Épisode 13:Creatures of the Canyon
- États-Unis : 15 décembre 1972 sur NBC

- Angie Dickinson (Carol Finney)
- John Ireland (Arthur Mundy)
- Madlyn Rhue (Georgia Strauss)
- Mary Murphy (Maggie Mundy)
- Robert Donner (Ralph)

#### Épisode 14:Time of Terror
- États-Unis : 22 décembre 1972 sur NBC

- Patricia Neal (Ellen Alexander)
- Craig Stevens (Brett)
- Alice Ghostley (Betty Carter)
- Elliott Montgomery (Harry Alexander)
- Douglas Henderson (George Carter)

### Mi-saison (1973):Circle of Fear

#### Épisode 15:Death's Head
- États-Unis : 5 janvier 1973 sur NBC

- Janet Leigh (Carol)
- Rory Calhoun (Larry)
- Gene Nelson (Steve)
- Doreen Lang (Madame Norman)
- Joshua Bryant (Le docteur)
- Madeleine Taylor Holmes (La vieille gitane)

#### Épisode 16:Dark Vengeance
- États-Unis : 12 janvier 1973 sur NBC

- Kim Darby (Cindy)
- Martin Sheen (Frank)
- Shelly Novack (Art)

#### Épisode 17:Earth, Air, Fire and Water
- États-Unis : 19 janvier 1973 sur NBC

- Frank Converse (Sam Richards)
- Joan Blackman (Ellen Parrish)
- Tim McIntire (Jake Freeman)
- Tyne Daly (Anna Freeman)
- Brooke Bundy (Holly McCory)
- Scott Marlowe (Paul Cepeda)
- Oliver Clark (Marks)
- Dabbs Greer (Harry Bell)

#### Épisode 18:Doorway to Death
- États-Unis : 26 janvier 1973 sur NBC

- Barry Nelson (Jim)
- Susan Dey (Peggy)
- Henry Jones (Truthers)
- Leif Garrett (Robert)
- Dawn Lyn (Jane)

#### Épisode 19:Legion of Demons
- États-Unis : 2 février 1973 sur NBC

- Shirley Knight (Beth)
- Neva Patterson (Mary)
- Jon Cypher (Keith)
- Kathryn Hays (Janet)
- James Luisi (Rick)
- Paul Carr (Bill Johnson)
- John Venantonio (Al Gordon)
- Bridget Hanley (Dana)

#### Épisode 20:Graveyard Shift
- États-Unis : 16 février 1973 sur NBC

- Patty Duke (Linda Colby)
- John Astin (Fred Colby)
- Joe Renteria (Johnny Horne)
- Don Red Barry (Charlie Durham)
- Paul Picerni (Docteur Richardson)
- Douglas Henderson (Jack Willis)

#### Épisode 21:Spare Parts
- États-Unis : 23 février 1973 sur NBC

- Susan Oliver (Ellen Pritchard)
- Christopher Connelly (Chuck)
- Don Knight (Docteur Philip Pritchard)
- Meg Foster (Penny Wiseman)
- Alex Rocco (Joseph Moretti)
- Rick Lenz (Docteur Stephen Crosley)
- Larry J. Blake (Monsieur Mobley)
- Lee Kroeger (Infirmière Mary Starman)
- Barbara Stuart (Infirmière Georgia Grant)

#### Épisode 22:The Ghost of Potter's Field
- États-Unis : 23 mars 1973 sur NBC

- Tab Hunter (Bob Herrick)
- Louise Sorel (Nisa King)
- Gary Conway (John Walsh)
- Pat Harrington Jr. (Mark Riceman)
- Robert Mandan (Ted Murray)
- Paul Winchell (Monsieur Carlson)
- Phillip Pine (Dolf Ellis)
- Myron Healey (Lieutenant Maloney)
- Darwin Joston (Danny Ferro)

#### Épisode 23:The Phantom of Herald Square
- États-Unis : 30 mars 1973 sur NBC

- David Soul (James Barlow)
- Sheila Larken (Holly Brown)
- Murray Matheson (Mathews)
- Victor Jory (Le vieil homme)
- Meg Wyllie (La vieille femme)
- Dennis Lee Smith (Le gamin)
- Judie Stein (La fillette)